# Leggi di Plateau
In fisica, le  leggi di Plateau descrivono il comportamento e la struttura di lamine di acqua saponata.
Queste leggi sono state formulate nel XIX secolo dal fisico belga Joseph Plateau basandosi su osservazioni sperimentali da lui condotte. Molti altri analoghi fenomeni naturali obbediscono a queste leggi.

## Leggi delle lamine saponate
Le leggi di Plateau definiscono la configurazione delle lamine di acqua saponata come segue.
1. Le lamine si realizzano come superfici lisce.
2. La curvatura media di una porzione di una lamina è costante in qualsiasi punto della stessa porzione di lamina.
3. Le lamine si incontrano sempre in gruppi di tre lungo un bordo, chiamato bordo di Plateau, e lo fanno con un angolo di arccos(−1/2) = 120°.
4. I bordi di Plateau si incontrano in un vertice a quattro e lo fanno con un angolo pari a arccos (- 1/3) ≈ 109.47° (angolo tetraedrico).

Configurazioni diverse da quelle descritte dalle leggi di Plateau sono instabili, e le lamine di acqua saponata tenderanno rapidamente a riorganizzarsi per conformarsi a queste leggi.
Il fatto che queste leggi valgono per una superficie minima è stato dimostrato matematicamente da Jean Taylor con la teoria geometrica della misura.